# Vefsn
Gmina Vefsn (norw. Vefsn kommune) – norweska gmina leżąca w regionie Nordland. Jej siedzibą jest miasto Mosjøen.
Vefsn jest 33. norweską gminą pod względem powierzchni.

## Demografia
Według danych z roku 2005 gminę zamieszkuje 13 486 osób. Gęstość zaludnienia wynosi 7,12 os./km². Pod względem zaludnienia Vefsn zajmuje 77. miejsce wśród norweskich gmin.
| ludność stan na 1 stycznia 2005 |         |           |        |
|                                 | kobiety | mężczyźni | razem  |
| osób                            | 6768    | 6718      | 13 486 |
| %                               | 50,19%  | 49,81%    | 100%   |

| wykształcenie stan na 1 października 2004 |        |         |        |        |
|                                           | podst. | średnie | wyższe | niezn. |
| osób                                      | 2264   | 6475    | 1831   | 141    |
| %                                         | 21,14% | 60,45%  | 17,09% | 1,32%  |

## Edukacja
Według danych z 1 października 2004:
- liczba szkół podstawowych (norw. grunnskolar): 7
- liczba uczniów szkół podst.: 1841

## Władze gminy
Według danych na rok 2011 administratorem gminy (norw. rådmann) jest Magne Pettersen, natomiast burmistrzem (norw. ordfører, d. borgermester) jest Jann Arne Løvdahl.